# Élections législatives de 1951 dans les Basses-Pyrénées
Les élections législatives françaises de 1951 se tiennent le 17 juin. Ce sont les deuxièmes élections législatives de la Quatrième République.

## Mode de scrutin
Représentation proportionnelle plurinominale suivant la méthode du plus fort reste dans 103 circonscriptions, conformément à la loi des apparentements : les listes qui se sont « apparentées » avant l'élection remportent tous les sièges de la circonscription si leurs voix ajoutées obtiennent la majorité absolue des suffrages exprimés. Il y a 629 sièges à pourvoir.
Le vote préférentiel est admis. 
Dans le département des Basses-Pyrénées, six députés sont à élire.

## Candidats

### Liste d'Union républicaine - MRP - CNIP - Groupement national de défense des libertés professionnelles et des contribuables
| N° | Candidats | Candidats          | Parti | Principales fonctions |
| -- | --------- | ------------------ | ----- | --- |
| 01 |           | Pierre de Chevigné | MRP   | Compagnon de la Libération, député sortant, conseiller général du canton de Sauveterre-de-Béarn, maire d'Abitain, journaliste |
| 02 |           | Guy Petit          | CNIP  | Maire de Biarritz, député sortant                                                                                             |
| 03 |           | Jean Errecart      | MRP   | Agriculteur exploitant, conseiller général du canton de Saint-Palais, maire d'Orègue                                          |
| 04 |           | Jean-Louis Tinaud  | MRP   | Conseiller général du canton de Pau-Ouest, conseiller municipal de Pau, député sortant                                        |
| 05 |           | Pierre Abadie      | MRP   | Cultivateur exploitant, conseiller général, conseiller municipal d'Oloron                                                     |
| 06 |           | Jean Biatarana     | CNIP  | Sénateur, conseiller municipal de Bayonne, avocat                                                                             |

### Liste du Rassemblement du peuple français
| N° | Candidats | Candidats                       | Parti | Principales fonctions               |
| -- | --------- | ------------------------------- | ----- | ----------------------------------- |
| 01 |           | Joseph de Goislard de Monsabert | RPF   | Général, Compagnon de la Libération |
| 02 |           | Jean-Pierre Etchevers           | RPF   | Industriel                          |
| 03 |           | Auguste Duran                   | RPF   | Ouvrier                             |
| 04 |           | François Patie                  | RPF   | Retraité                            |
| 05 |           | M. Dufourcq-Brana               | RPF   | Propriétaire exploitant             |
| 06 |           | Pierre Fouquet                  | RPF   | Avocat                              |

### Liste républicaine résistante et antifasciste présentée par le PCF
| N° | Candidats | Candidats        | Parti | Principales fonctions                                                  |
| -- | --------- | ---------------- | ----- | ---------------------------------------------------------------------- |
| 01 |           | Albert Mora      | PCF   | Ouvrier métallurgiste, député sortant, ancien résistant                |
| 02 |           | Henriette Séguet | PCF   | Institutrice                                                           |
| 03 |           | René Bidouze     | PCF   | Inspecteur-adjoint des contributions indirectes                        |
| 04 |           | Jean Lajournade  | PCF   | Linotypiste, conseiller municipal de Biarritz, ancien déporté          |
| 05 |           | Georges Frouté   | PCF   | Cultivateur                                                            |
| 06 |           | Étienne Martin   | PCF   | Ouvrier métallurgiste, conseiller municipal d'Oloron, ancien résistant |

### Liste du Rassemblement des gauches républicaines et du Parti radical-socialiste
| N° | Candidats | Candidats      | Parti       | Principales fonctions                                                                   |
| -- | --------- | -------------- | ----------- | --------------------------------------------------------------------------------------- |
| 01 |           | René Cassagne  | RGR-Radical | Sénateur, chef d'entreprise textile, adjoint au maire de Pau, Médaille de la Résistance |
| 02 |           | Marcel Fortain | RGR-Radical | Ancien secrétaire de la section radicale de Pau                                         |
| 03 |           | Maurice Delay  | RGR-Radical | Médecin, conseiller général du canton de Bayonne-Est, maire de Bayonne                  |
| 04 |           | Arnaud Etchart | RGR-Radical | Ancien directeur d'École normale, conseiller général du canton de Lescar                |
| 05 |           | Marcel Dhers   | RGR-Radical | Médecin à Orthez                                                                        |
| 06 |           | Henri Lapuyade | RGR-Radical | Avocat à Pau, conseiller général du canton de Monein                                    |

### Liste d'Union des Français indépendants
| N° | Candidats | Candidats                | Parti       | Principales fonctions                                                   |
| -- | --------- | ------------------------ | ----------- | ----------------------------------------------------------------------- |
| 01 |           | Georges Loustaunau-Lacau | Indépendant | Ancien officier, ancien résistant, directeur d'une maison d'édition     |
| 02 |           | Françoise Ybarnégaray    | Indépendant | Épouse de Jean Ybarnégaray, ancien député (inéligible), ancien ministre |
| 03 |           | Jean-Émile Larrieu       | Indépendant | Chirurgien                                                              |
| 04 |           | Étienne Ribeton          | Indépendant | Avocat                                                                  |
| 05 |           | André Joubert            | Indépendant | Avocat                                                                  |
| 06 |           | Victor Casteig           | Indépendant | Expert commercial                                                       |

### Liste du Parti socialiste SFIO
| N° | Candidats | Candidats          | Parti | Principales fonctions                                                     |
| -- | --------- | ------------------ | ----- | ------------------------------------------------------------------------- |
| 01 |           | Gaston Chaze       | SFIO  | Député sortant, inspecteur de l'enregistrement                            |
| 02 |           | Jean Bonnemaison   | SFIO  | Professeur, conseiller général du canton de Laruns                        |
| 03 |           | Jean-Pierre Champo | SFIO  | Directeur de l'enseignement technique, maire de Mauléon, ancien résistant |
| 04 |           | Pierre Camougrand  | SFIO  | Cultivateur à Salies-de-Béarn                                             |
| 05 |           | Geneviève Lesbats  | SFIO  | Professeur d'enseignement technique                                       |
| 06 |           | Albert Hicaubert   | SFIO  | Commerçant, ancien résistant, Boucau                                      |

## Élus
| Député sortant     | Parti | Parti | Député élu ou réélu                     | Parti | Parti    |
| ------------------ | ----- | ----- | --------------------------------------- | ----- | -------- |
| Albert Mora        |       | PCF   | Albert Mora                             |       | PCF      |
| Gaston Chaze       |       | SFIO  | Joseph de Goislard de Monsabert         |       | RPF      |
| Pierre de Chevigné |       | MRP   | Pierre de Chevigné                      |       | MRP      |
| Jean Errecart      |       | MRP   | René Cassagne                           |       | Rad soc  |
| Jean-Louis Tinaud  |       | MRP   | Georges Loustaunau-Lacau Décédé en 1955 |       | app CNIP |
| Guy Petit          |       | CNIP  | Guy Petit                               |       | CNIP     |

## Résultats

### Résultats à l'échelle du département
- Les listes d'union républicaine (MRP-CNIP) et des français indépendants (app CNIP) se sont apparentées.
- Leurs voix cumulées de chaque apparentement représentant moins de 50% des exprimés, les sièges sont répartis à la proportionnelle entre tous les partis.
- Le score de l'apparentement est considéré comme celui d'une liste pour la répartition générale, ensuite la répartition interne des sièges entre apparentées se fait également à la proportionnelle.

| Parti    | Parti      | Tête de liste                   | Résultats | Résultats | Sièges |  |
| Parti    | Parti      | Tête de liste                   | Voix      | %         |        |  |
| -------- | ---------- | ------------------------------- | --------- | --------- | ------ |  |
|          | MRP-CNIP * | Pierre de Chevigné              | 62 670    | 31,58     | 2      |  |
|          | RPF        | Joseph de Goislard de Monsabert | 28 202    | 14,21     | 1      |  |
|          | PCF        | Albert Mora                     | 27 726    | 13,97     | 1      |  |
|          | RGR-Rad    | René Cassagne                   | 27 652    | 13,93     | 1      |  |
|          | app CNIP * | Georges Loustaunau-Lacau        | 25 873    | 13,04     | 1      |  |
|          | SFIO       | Gaston Chaze                    | 23 342    | 11,76     | 0      |  |
|          |            |                                 |           |           |        |  |
| Inscrits | Inscrits   | Inscrits                        | 269 032   | 100,00    | 6      |  |
| Votants  | Votants    | Votants                         | 203 474   | 78,55     |        |  |
| Exprimés | Exprimés   | Exprimés                        | 198 454   | 97,53     |        |  |